# Werner Holzer

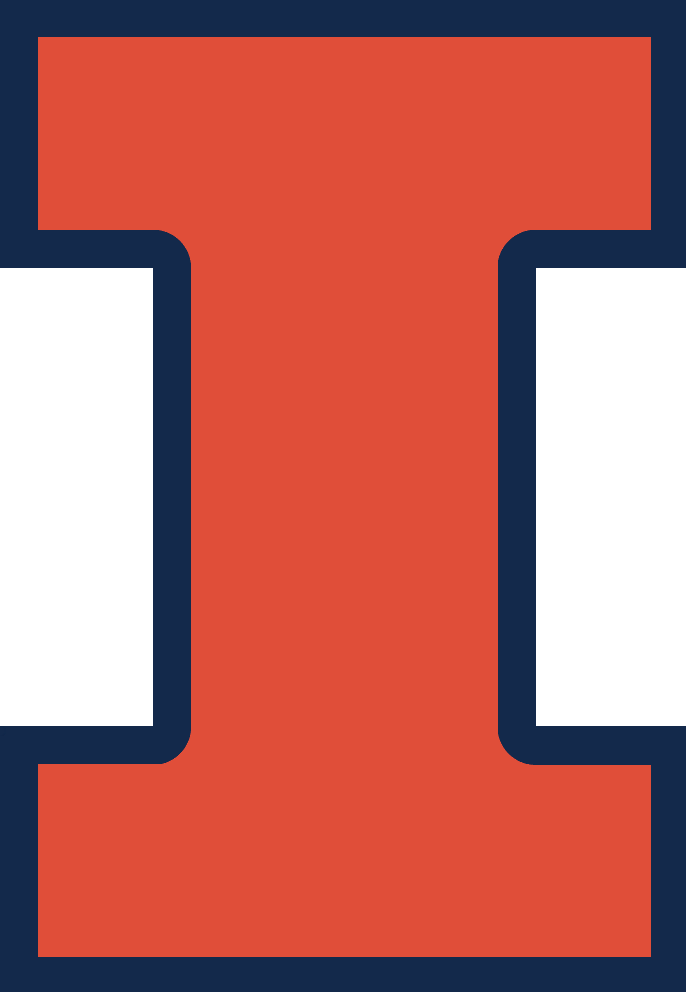
Zawodnik Illinois Fighting Illini

Werner Peter Holzer (ur. 23 września 1937 w Chicago, zm. 29 października 2018 w Fallbrook) – amerykański zapaśnik walczący w stylu klasycznym. Olimpijczyk z Meksyku 1968, gdzie zajął szóste miejsce w wadze lekkiej.
Czwarty na mistrzostwach świata w 1966; odpadł w eliminacjach w 1967.
Zawodnik Carl Schurz High School z Irving Park i University of Illinois. All-American w NCAA Division I w 1957 roku, gdzie zajął trzecie miejsce.

## Letnie Igrzyska Olimpijskie 1968
| Konkurencja          | Rundy eliminacyjne                | Rundy eliminacyjne   | Rundy eliminacyjne  | Rundy eliminacyjne | Rundy eliminacyjne | Klas. końcowa |
| Konkurencja          | Przeciwnik I                      | Przeciwnik II        | Przeciwnik III      | Przeciwnik IV      | Przeciwnik V       | Miejsce       |
| -------------------- | --------------------------------- | -------------------- | ------------------- | ------------------ | ------------------ | ------------- |
| 70 kg styl klasyczny | Muhammad Mukrim Binmansur (MAR) Z | Jan Karlsson (SWE) P | Kurt Madsen (DEN) Z | wolny los Z        | Klaus Rost (FRG) P | 6.            |